# Der Palazzo Contarini
Der Palazzo Contarini, auch Palazzo Contarini, Venedig, (französisch Le Palais Contarini) ist ein Sujet im Werk von Claude Monet, das der Maler in zwei Gemäldeversionen ausgeführt hat. Die beiden in Öl auf Leinwand gemalten Bilder zeigen im Stil des Impressionismus jeweils den Blick über die Wasseroberfläche des Canal Grande auf den unteren Teil der Fassade des Palazzo Contarini Polignac. Abgesehen von wenigen Details unterscheiden sich die beiden Bilder vor allem im Format. Die heute in der Sammlung Hasso Plattner im Museum Barberini in Potsdam befindliche Version im Querformat hat eine Hohe von 73 cm und eine Breite von 92 cm. Die zweite Fassung befindet sich im Kunstmuseum St. Gallen und ist als Hochformat mit einer Höhe von 92 cm und einer Breite von 81 cm ausgeführt. Die Ansichten des Palazzo Contarini gehören zu einer Gruppe von insgesamt 37 Gemälden, die während Monets produktivem Venedig-Aufenthalt 1908 entstanden sind.

## Bildbeschreibung
Die beiden Gemälde mit der Ansicht des Palazzo Contarini zeigen ein nahezu identisches Venedigmotiv. Der Blick geht über die Wasseroberfläche des Canal Grande auf einen Ausschnitt der Fassade des Palazzo Contarini. Den oberen Bildteil nimmt jeweils der untere Teil der Fassade des Palazzo und seine direkte Umgebung ein; der untere Bereich ist dem Wasser vorbehalten. Monets Standpunkt lag auf der gegenüberliegenden Seite etwa auf dem Niveau des Erdgeschosses. Möglicherweise hat er die Ansichten von einer Gondel aus gemalt. Beim querformatigen Bild des Museum Barberini nimmt das Wasser des Canal Grande etwa die Hälfte des Bildes ein, bei der hochformatigen Darstellung im Kunstmuseum St. Gallen überwiegt der Anteil der Wasseroberfläche. Monet misst damit dem Wasser eine mindestens gleich große Bedeutung zu, wie der Darstellung des Gebäudes.

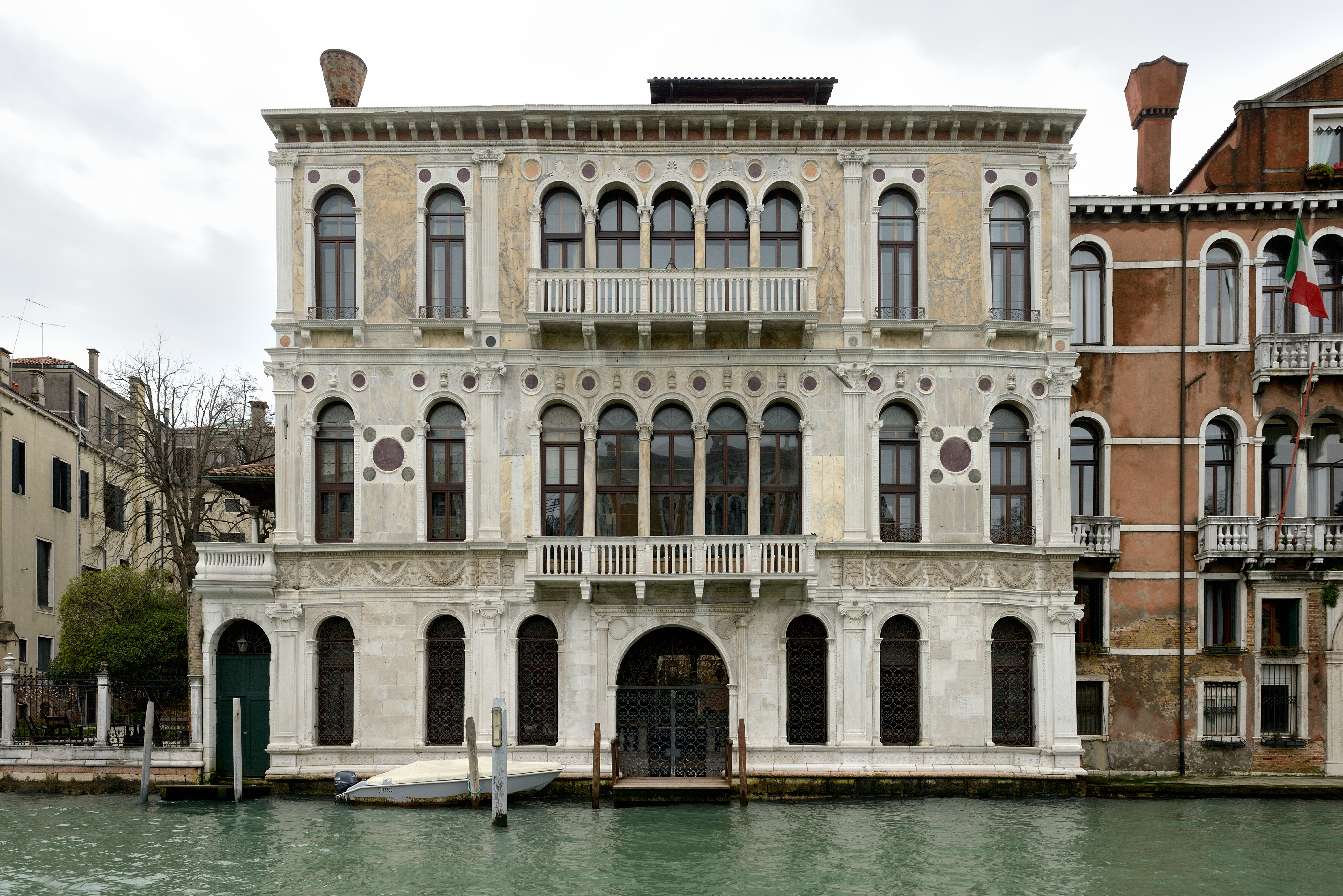
Palazzo Contarini Polignac, Fotografie von 2013

Die Fassade des Palazzo Contarini ist frontal dargestellt. Zu sehen ist das Erdgeschoss mit dem Eingang im zentralen Rundbogenportal und darüber das Piano nobile mit dem großen Marmorbalkon. Vom oberen Bildrand abgeschnitten ist das zweite Obergeschoss des Gebäudes. Auf der rechten Seite schließt sich die Fassade des benachbarten Palazzo Brandolin Rota an. Im Querformat sind zwei Fensterachsen des Nachbargebäudes erkennbar, im Hochformat hat sich Monet auf einen schmalen Streifen des Hauses mit einer Fensterachse beschränkt. Auffallend sind jeweils die unterschiedlichen Fensterformen. Im Vergleich der beiden Gemälde wirken die Fenster des Nachbargebäudes in der Version des Kunstmuseums St. Gallen deutlich gestaucht. Auf der linken Bildseite ist über einem eingeschossigen Nebeneingang ein schmaler Steifen des Himmels zu sehen. Vor dem Palazzo Contarini ragen vier braune Pfähle aus dem Wasser. In der Version des Kunstmuseums St. Gallen ist hier eine Gondel vertäut, in der Version der Sammlung Hasso Plattner fehlt ein solches Boot. Beide Ansichten des Palazzo Contarini sind unten links mit „Claude Monet 1908“ signiert und datiert.
Mit unzähligen kurzen horizontalen Farbstrichen hat Monet das bewegte Wasser des Canal Grande wiedergegeben. Auf der Wasseroberfläche wird das Licht reflektiert und die Fassade des Palazzo gespiegelt. Die Museumsdirektorin Ortrud Westheider merkt hierzu an: „Hier erscheint die Fassade des Palazzos im freien Zusammenwirken der Farbe in abstrakter Form“. Monet ging es bei diesen Bildern nicht um eine detailgetreue Darstellung des vor Ort gesehenen, sondern um seinen gemalten Eindruck. Für den Kunsthistoriker Joachim Pissarro zeigen die Bilder eine reduzierte Architektur und stellen damit eine Antithese zur traditionellen Vedutenmalerei dar. So ist die Fassade des Palazzo Contarini von Monet nur skizzenhaft wiedergegeben und es fehlen teilweise architektonische Details wie der Fassadenschmuck. Vor allem wirken die Linien der Fassade wie verschwommen und die Farben erscheinen wenig wirklichkeitsgetreu. Auch wenn der Palazzo Contarini bei Monets Besuch nicht wie heute renoviert war, so entsprachen die vom Maler gewählten Blau-, Violett- und Grüntöne nicht den realen Begebenheiten. Der Kunstkritiker Octave Mirbeau merkte hierzu an, bei Monet sei die Farbe vermischt, wie bei einem Blick durch ein buntes Kirchenglasfenster.

## Monets Ansichten venezianischer Paläste
Claude Monet reiste 1908 zum ersten Mal nach Venedig. Zusammen mit seiner Frau Alice folgte er einer Einladung der Amerikanerin Mary Young Hunter, die er über den Maler John Singer Sargent kennengelernt hatte. Hunter lebte zu dieser Zeit im Palazzo Barbaro und stellte den Monets dort Wohnraum zur Verfügung. Claude und Alice Monet kamen am 1. Oktober in Venedig an und gingen zunächst von einem nur kurzen Aufenthalt in der Lagunenstadt aus. Claude Monet gefiel es jedoch zunehmend besser in der Stadt und es begann für ihn eine produktive Arbeitsphase. Bereits nach zwei Wochen zogen die Monets aus dem Palazzo Barbaro aus und mieteten sich im wenig entfernten Grand Hotel Britannia ein, wo sie bis zu ihrer Abreise am 7. Dezember residierten. Insgesamt schuf Monet während dieses Aufenthaltes 37 Gemälde mit Venedigmotiven. All diese Bilder wurden vor Ort begonnen, jedoch erst rund drei Jahre später im heimischen Giverny vollendet. Bei seinen Venedigansichten konzentrierte sich Monet auf wenige Motive, die sich alle in kurzer Entfernung zu den beiden venezianischen Wohnorten befinden oder die er in der Nähe erblicken und malen konnte. So entstanden eine Reihe von Bildern mit bekannten Bauwerken wie dem Dogenpalast oder den Kirchen San Giorgio Maggiore und Santa Maria della Salute. Daneben malte er verschiedene Ansichten von venezianischen Stadtpalästen wie dem Palazzo da Mula, dem Palazzo Dario und dem Palazzo Contarini. Gemeinsam ist allen Bildern dieser Reise, das Wassermotiv im Vordergrund. Ein Sujet ohne Wasser, wie beispielsweise der Markusplatz, fehlt bei Monet. Pierre-Auguste Renoir hingegen schuf während seines Venedigaufenthaltes eine solche Ansicht vom Markusplatz. Anders als bei Renoir sind bei Monet alle Darstellungen der venezianischen Stadtpaläste menschenleer. Dies ist beim Palazzo Contarini um so auffälliger, da er als gesellschaftlicher Treffpunkt galt. Auch die Monets waren dort am 9. Oktober 1908 bei einem Empfang der Hausherrin Winnaretta Singer zu Gast.
Alle drei von Monet gemalten Palazzi befinden sich am südlichen Ufer des Canal Grande, seine beiden Wohnorte in Venedig lagen hingegen am nördlichen Ufer. Jeden der gemalten Stadtpaläste hätte Monet vom Balkon des Palazzo Barbaro aus sehen können, wo er die ersten zwei Wochen in Venedig verbrachte. Vom erhöhten Blick des Balkons aus, ist jedoch keines der drei Motive mit den Stadtpalästen gemalt worden. Monet schuf die Ansichten jeweils von einem tieferliegenden Standpunkt aus, der sich etwa auf dem Niveau eines Erdgeschosses befand. Er zeigt in all diesen Ansichten jeweils den frontalen Blick auf die Fassade der Palazzi, die vom Palazzo Barbaro aus bei allen drei Motiven nicht möglich gewesen wäre. Der Palazzo Contarini liegt zwar in geringer Entfernung zum Palazzo Barbaro, der Blick fällt von dort allerdings aus einer diagonalen Perspektive auf die Fassade des Palazzo Contarini. Es ist daher wahrscheinlich, das Monet alle drei Ansichten der Stadtpaläste aus einer Gondel heraus skizzierte. Die Bilder vom Palazzo Contarini müssen daher auch nicht in den ersten beiden Wochen des Venedigaufenthaltes entstanden sein, als die Monets im schräg gegenüberliegenden Palazzo Barbaro wohnten. Die Fokussierung auf die Fassade der Palazzi war bei Monet kein neues Thema. Bereits bei der 1892–1894 entstandenen Serie mit den Kathedrale von Rouen stand das Fassadenmotiv mit seinen verschiedenen Lichtverhältnissen im Vordergrund. Bei den Palästen in Venedig wird das Fassadenmotiv „um die reflektorische Qualität des Wassers“ erweitert, wie Ortrud Westheider anmerkt.

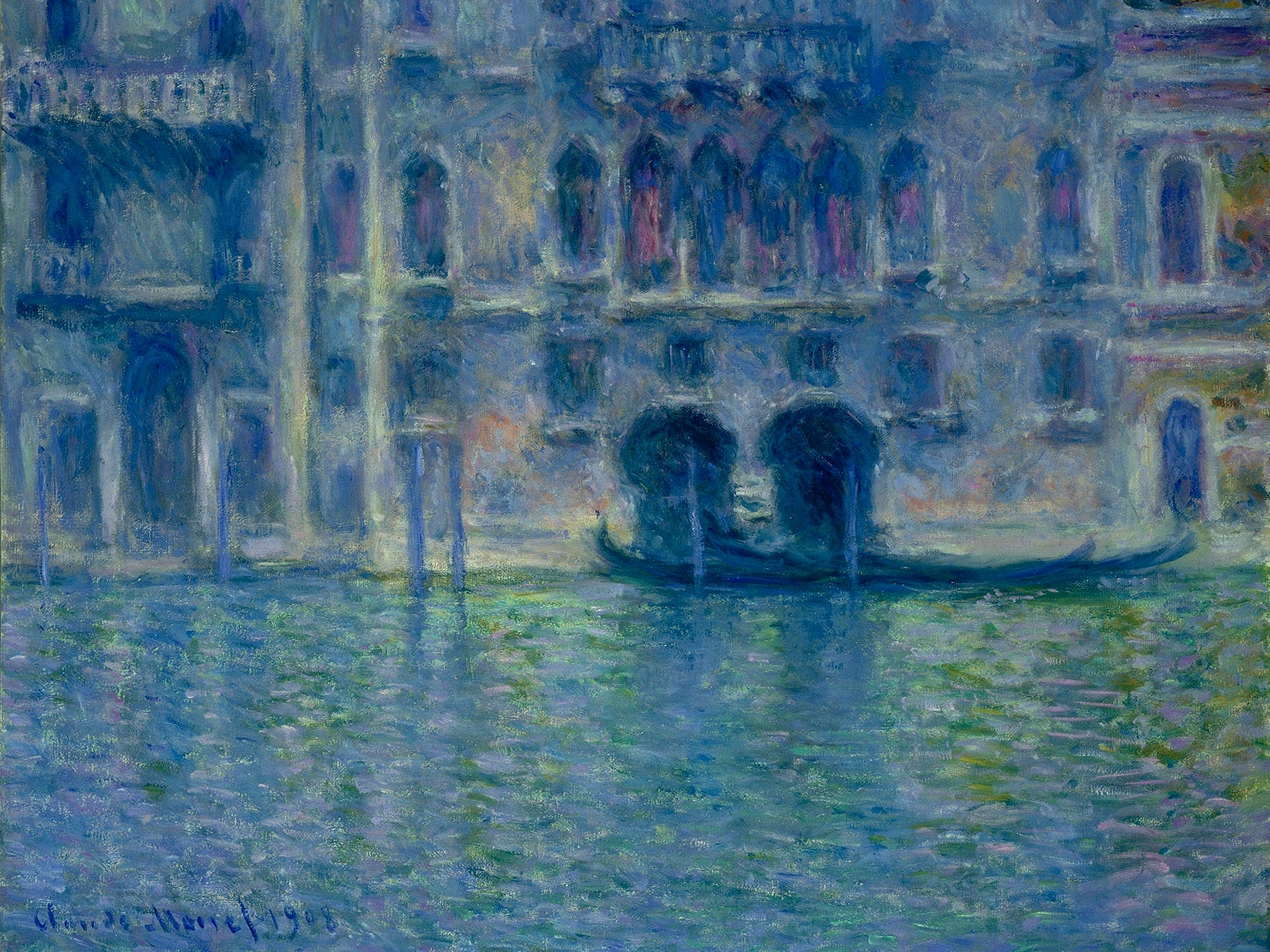
Claude Monet: Palazzo da Mula, 1908, National Gallery of Art, Washington D.C.
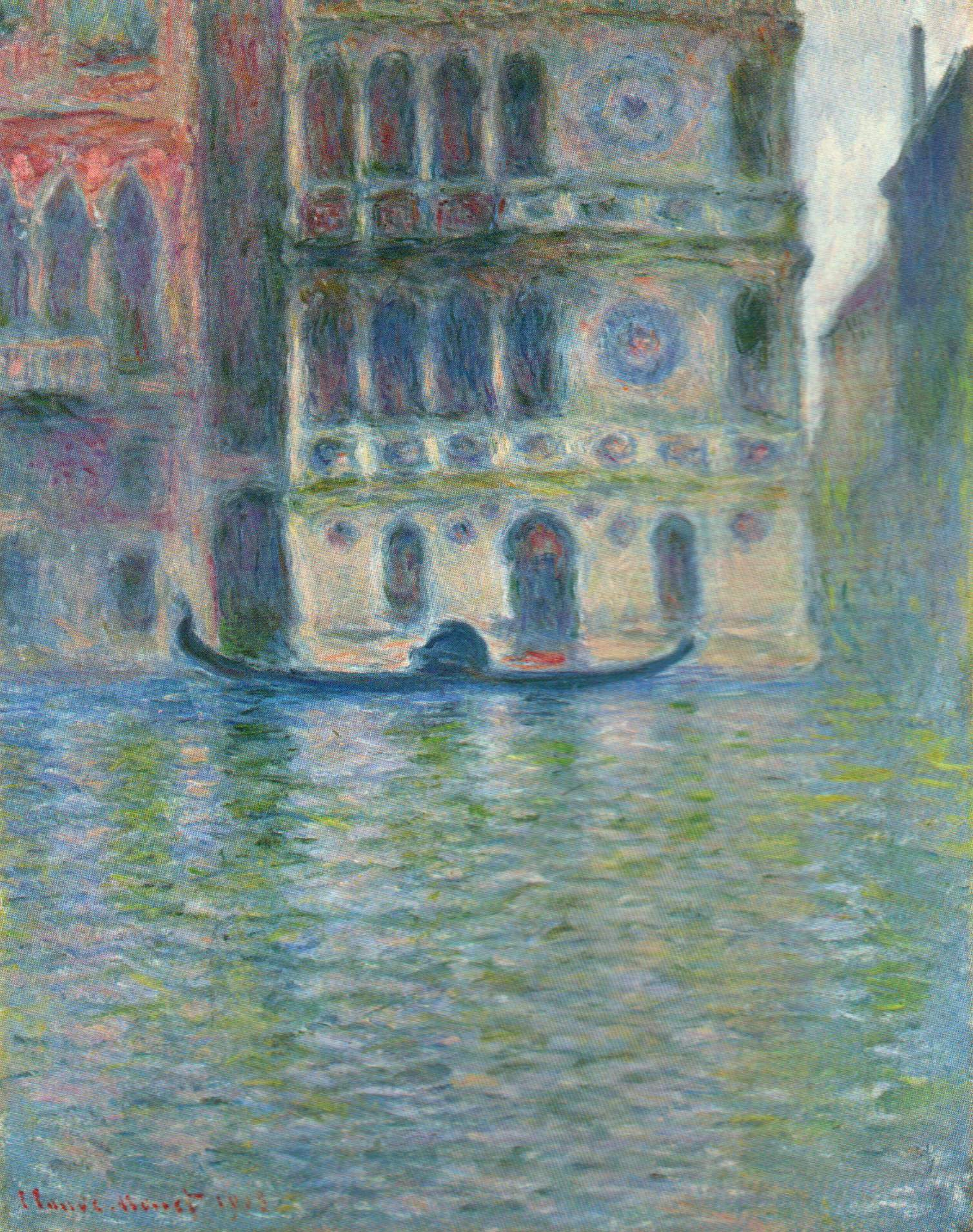
Claude Monet: Palazzo Dario, 1908, National Museum Cardiff
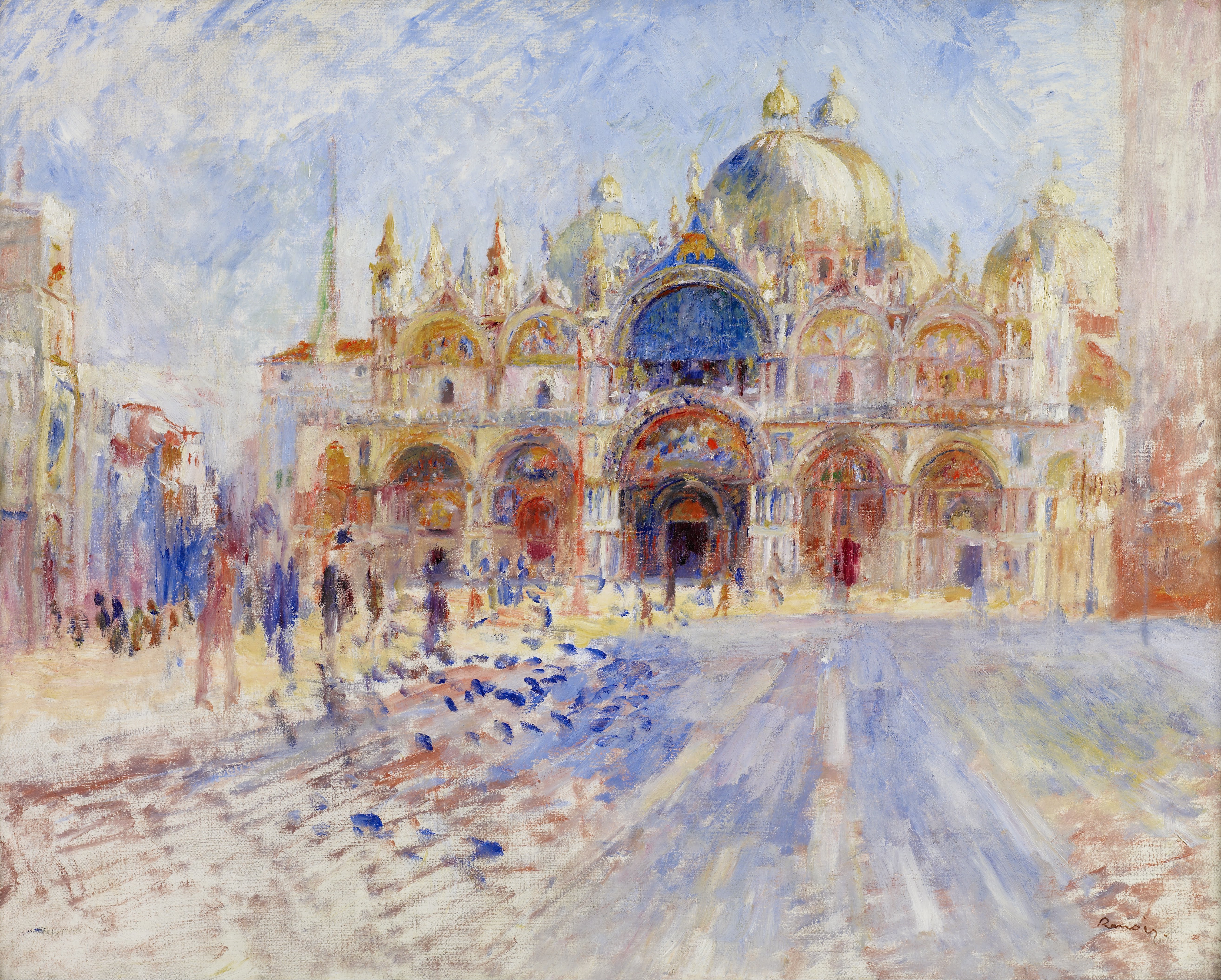
Pierre-Auguste Renoir: Die Piazza San Marco, Venedig, 1881, Minneapolis Institute of Art
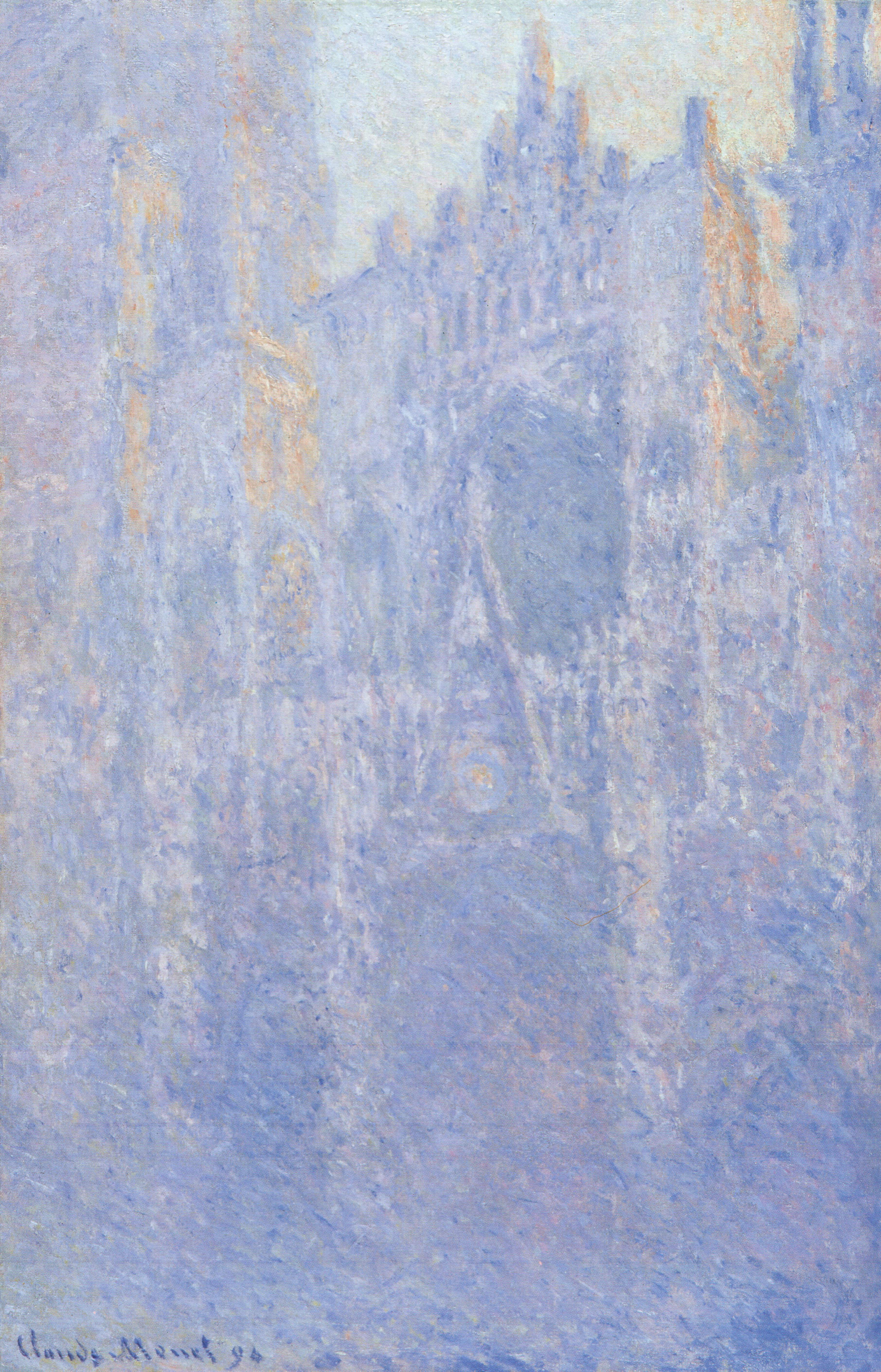
Claude Monet: Die Kathedrale von Rouen, 1892–1894, Museum Folkwang, Essen

## Provenienz
Claude Monet verkaufte die beiden Gemäldeversionen mit der Ansicht des Palazzo Contarini zusammen mit weiteren Venedigmotiven im Mai 1912 gemeinschaftlich an die beiden Pariser Kunsthandlungen Bernheim-Jeune und Durand-Ruel. Die im Werkverzeichnis von Daniel Wildenstein als Nummer 1766 geführte Variante im Querformat wurde ab Juni 1912 im Bestand von Durand-Ruel geführt. Diese Version erwarb im Januar 1917 der New Yorker Bankier Adolph Lewisohn. Er besaß eine umfangreiche Gemäldesammlung mit Werken der Schule von Barbizon und des französischen Impressionismus, die nach seinem Tod 1938 an seinen Sohn Samuel Adolph Lewisohn ging. Nach dessen Tod 1951 gelangten bedeutende Stücke der Sammlung als Stiftung an die National Gallery of Art in Washington D.C. und das New Yorker Metropolitan Museum of Art. Monets Palazzo Contarini gehörte nicht zu dieser Gruppe. Samuel Adolph Lewisohn vererbte das Bild an seine Tochter Virginia Lewisohn Kahn und ihren Mann Ernest Kahn. Diese ließen das Gemälde am 30. April 1996 in der New Yorker Filiale des Auktionshauses Christie’s versteigern. Für 4.237.500 US-Dollar erwarb dabei die Kunsthändlerfamilie Nahmad das Bild. Sie liehen es beispielsweise 2008–2009 zu einer Venedig-Ausstellung in der Fondation Beyeler in Riehen aus und präsentierten es 2011 als Teil der Nahmad Collection im Kunsthaus Zürich. Am 20. Juni 2013 wurde das Gemälde in der Londoner Filiale des Auktionshauses Sotheby’s erneut zur Versteigerung angeboten. Für 19.682.500 Pfund Sterling wurde das Bild an einen namentlich nicht genannten Bieter verkauft. Seit 2020 wird das Gemälde als Teil der Sammlung Hasso Plattner mit zahlreichen weiteren Werken des Impressionismus im Museum Barberini in Potsdam ausgestellt.
Die im Hochformat ausgeführte zweite Version des Motivs mit der Werkverzeichnis-Nr. 1767 wurde ebenfalls von Durand-Ruel in die Vereinigten Staaten verkauft. Im Dezember 1912 erwarb Arthur Meeker Sr., Vizepräsident der Fleischfabrik Armour and Company, das Bild für seine umfangreiche Kunstsammlung. Nach seinem Tod 1946 verkauften dessen Erben Monets Palazzo Contarini. Über die Kunsthändler Fritz und Peter Nathan in Zürich und Christoph Bernoulli in Basel gelangte das Gemälde 1950 mit finanziellen Mitteln der Ernst Schürpf-Stiftung in die Sammlung des Kunstmuseums St. Gallen.